# 阿南郵便局
阿南郵便局（あなんゆうびんきょく）は徳島県阿南市富岡町にある郵便局。民営化前の分類では集配普通郵便局であった。

## 概要
住所：〒774-8799 徳島県阿南市富岡町滝の下4-2

### 出張所（局外ATM）
すべて民営化に伴い、ゆうちょ銀行松山支店に移管されている。
- フジグラン阿南出張所
- ウィルアオキ阿南出張所（のちに閉店に伴い廃止、フジグラン阿南出張所として再開）
- 阿南市役所内出張所（のちに市役所本庁舎建て替えに伴い廃止）

## 沿革
- 1874年（明治7年）12月16日 - 富岡郵便取扱所として開設[1]。
- 1875年（明治8年）1月1日 - 富岡郵便局（五等）となる。
- 1878年（明治11年） - 為替取扱を開始。
- 1880年（明治13年） - 貯金取扱を開始。
- 1895年（明治28年）3月16日 - 富岡郵便電信局となる。
- 1903年（明治36年）4月1日 - 通信官署官制の施行に伴い富岡郵便局となる。
- 1955年（昭和30年）8月10日 - 電気通信業務の取扱を、富岡電報電話局に移管[2]。
- 1956年（昭和31年）10月1日 - 和文電報受付事務の取扱を開始。
- 1958年（昭和33年）5月1日 - 特定郵便局から普通郵便局に局種別改定するとともに、阿南郵便局に改称。
- 1958年（昭和33年）8月 - 局舎新築落成。
- 1984年（昭和59年）9月 - 局舎新築。
- 1991年（平成3年）10月1日 - 外国通貨の両替および旅行小切手の売買に関する業務取扱を開始。
- 1992年（平成4年）2月17日 - 橘郵便局から「779-13」（阿南市橘町（字小勝は除く。））の集配業務を移管。
- 1994年（平成6年）4月1日 - 宝田簡易郵便局（62706）の廃止に伴い、取扱事務を承継。
- 2004年（平成16年） - 椿郵便局から「779-1760」（阿南市伊島町）の集配業務を移管。
- 2007年（平成19年）10月1日 - 民営化に伴い、併設された郵便事業阿南支店に一部業務を移管。
- 2012年（平成24年）10月1日 - 日本郵便株式会社の発足に伴い、郵便事業阿南支店を阿南郵便局に統合。
- 2015年（平成27年）6月23日 - 阿南市と阿南市内郵便局及び阿南郵便局の協力に関する協定を締結。
- 2017年（平成29年）1月6日 - 那賀町と不法投棄防止に関する協力協定を締結[3]。
- 2017年（平成29年）4月3日 - 中野島簡易郵便局（62705）の一時閉鎖に伴い、取扱事務を承継。
- 2019年（平成31年）11月30日 - 阿南大潟簡易郵便局（62713）の一時閉鎖に伴い、取扱事務を承継。
- 2020年（令和2年）4月22日 - ゆうゆう窓口営業時間を変更（平日は19時、土日及び休日は18時まで）。

## 取扱内容
- 郵便、印紙、ゆうパック、内容証明
- 貯金、為替、振替、振込、国際送金、外貨両替・トラベラーズチェック、国債、投資信託
- 生命保険、バイク自賠責保険、自動車保険、がん保険、引受条件緩和型医療保険、変額年金保険
- 地方公共団体事務（阿南市入場券の販売）
- ゆうちょ銀行ATM
- 「774-00xx」、「774-1760」区域（阿南市内の一部地域）の集配業務
- ゆうゆう窓口

## 風景印

### 現行印
- 図柄は四国最東端の蒲生田岬。局名表記は「阿南」
- 使用開始日は1999年（平成11年）9月1日

### 旧印
- 図柄は阿波の松島といわれる橘湾、竹細工民芸品・阿波の踊子。局名表記は「阿南」
- 使用開始日は1975年（昭和50年）7月24日
- 使用終了日は1999年（平成11年）8月31日

## 周辺
- 阿南市役所
- 阿南警察署
- 阿南警察署とみおか交番
- 阿南税務署
- マルナカ阿南店
- セブン富岡店
- ローソン阿南税務署前店
- 徳島県道130号大林津乃峰線（旧国道55号）
- 桑野川

## アクセス
- JR牟岐線 阿南駅から徒歩約7分
- ジェイアール四国バス・ジェイアールバス関東、徳島バス 阿南駅から徒歩約7分
- 徳島バス 富岡中停留所下車
- 駐車場あり：13台